# Christoph Schönborn
Christoph Maria Michael Hugo Damian Peter Adalbert Schönborn, O.P. (kasteel Skalka, Lovosice, 22 januari 1945) is een Oostenrijks geestelijke en een kardinaal van de Rooms-Katholieke Kerk.

## Biografie
Christoph Schönborn werd geboren in toenmalig Sudetenland (wat nu Tsjechië is), en stamt uit de oude Frankische adel (was hij vóór 1919 geboren, dan zou hij Christoph Graf von Schönborn heten). Zijn familie bracht door de eeuwen heen een groot aantal bisschoppen en aartsbisschoppen voort. Zijn ouders zijn kunstschilder Hugo-Damian Graf von Schönborn (1916-1979) en diens eerste echtgenote Eleonore Freiin von Doblhoff (geboren in 1920). Hij heeft nog twee broers (Michael, een acteur, en Philipp, een fotograaf) en een zus.
Na zijn schoolopleiding studeerde Schönborn theologie in Parijs, en filosofie en psychologie in Bornheim-Walberberg, Wenen en Regensburg onder Joseph Ratzinger. Schönborn bezocht tevens het Institut Catholique de Paris voor verdere theologische studie, om vervolgens Slavische en Byzantijnse theologie aan de Sorbonne te studeren. In 1963 trad hij toe tot de orde der dominicanen (O.P.). In 1970 werd hij tot priester gewijd. In 1975 werd hij hoogleraar te Fribourg. In 1980 werd Schönborn lid van de Internationale Theologische Commissie van het Vaticaan en in 1987 werd hij redactie-secretaris van de Catechismus van de Katholieke Kerk.
In 1995 werd Schönborn aartsbisschop van Wenen als opvolger van de in opspraak geraakte aartsbisschop Hans Hermann Groër. In 1998 werd hij door toenmalig paus Johannes Paulus II kardinaal gecreëerd. Zijn titelkerk is de Gesù Divino Lavoratore.

## Pontificaten
Schönborn gold tijdens de conclaven van 2005 en 2013 als een van de papabili voor het nieuwe pausschap. In 2009 uitte Schönborn tijdens een interview met de ORF kritiek op ongenoemde medewerkers in het Vaticaan, naar aanleiding van het opheffen van de excommunicatie van de bisschoppen van de Priesterbroederschap Sint Pius X - onder wie Richard Williamson, die de Holocaust minimaliseerde -, omdat zij de paus onvoldoende zouden hebben ingelicht over de opvattingen van Williamson.
Tijdens het pontificaat van Franciscus werd Schönborn benoemd als directe medewerker.. Hij ging op 22 januari 2025 met emeritaat.

## Varia
- Hij werd priester gewijd in 1970 door kardinaal Franz König en bisschop in 1991 door kardinaal Groër. Zelf wijdde hij kardinaal Cottier tot bisschop in 2003.
- Mgr. Schönborn is de proost van de Ridders in de Oostenrijkse Orde van het Gulden Vlies.
- In 2011 was hij pontificaal gezant op de begrafenis van aartshertog Otto von Habsburg.
- Hij is erelid van Ö.K.A.V. Rhaeto-Danubia Wien, een katholieke studentenvereniging die lid is van de Oostenrijkse afdeling van het Cartellverband der katholischen deutschen Studentenverbindungen.

- Base de données des élites suisses: 78777
- Bibsys: 90701726
- Biblioteca Nacional de España: XX1115645
- Bibliothèque nationale de France: cb12028911x (data)
- Catàleg d'autoritats de noms i títols de Catalunya: 981058510264306706
- CiNii: DA07520439
- Gemeinsame Normdatei: 115440305
- International Standard Name Identifier: 0000 0001 2284 2434
- Library of Congress Control Number: n85239633
- Nationale Bibliotheek van Letland: 000091291
- Nationale Bibliotheek van Tsjechië: skuk0001242
- Nationale bibliotheek van Australië: 52060909
- Nationale Bibliotheek van Israël: 987007275844405171
- Nationale Bibliotheek van Polen: a0000002521692
- Nationale en Universitaire bibliotheek Zagreb: 000014085
- Nederlandse Thesaurus van Auteursnamen: 068556284
- Istituto Centrale per il Catalogo Unico: CFIV090645
- LIBRIS: 238581
- Système universitaire de documentation: 028457412
- Trove: 1511540
- Virtual International Authority File: 113232459
- WorldCat: E39PBJkHqQqF8jqtFTCRVPYF8C